# Fatiha Saïdi
Pour les articles homonymes, voir Saïdi.
Fatiha Saïdi, née le 19 mars 1961 à Oran (Algérie) dans une famille algérienne originaire du Rif, est une femme politique belge, membre du PS.
Elle a commencé sa carrière politique au sein du parti Ecolo, mais à la suite de nombreux désaccords internes, elle claque la porte en 2003 et siège en tant qu'indépendante au Parlement Bruxellois durant le reste de son mandat, soit une année. 
Elle est licenciée en sciences politiques, en psychopédagogie et en pratiques de formation.
Fatiha Saïdi a publié le livre "Dans la peau d'une femme mendiante" le 12/11/2020. Dans ce livre elle raconte son immersion dans le monde de la mendicité qu'elle a vécu pendant une semaine.

## Fonctions politiques
- Échevine à Evere
- députée au Parlement bruxellois (jusqu'en juillet 2010), déléguée à la Communauté française :
  - du 29 juin 2009 au 25 mai 2014
  - sénatrice de communauté du 13 juillet 2010 au 25 mai 2014
- sénatrice élue directe du 13 juin 2010 au 25 mai 2014

## Décoration
- Chevalier de l'ordre de Léopold (2009)[3]